# يوهان غوتفريد شادو
يوهان غوتفريد شادو (بالألمانية: Johann Gottfried Schadow) هو نحات ومعماري ألماني بروسي ولد في يوم 20 مايو 1764 في مدينة برلين. أشهر أعماله هو تصميم بوابة براندنبورغ في برلين. هو والد كل من النحاتين رودولف شادو وفريدريش فلهلم شادو. توفي في يوم 27 يناير 1850.